# プレミアム・エコノミー

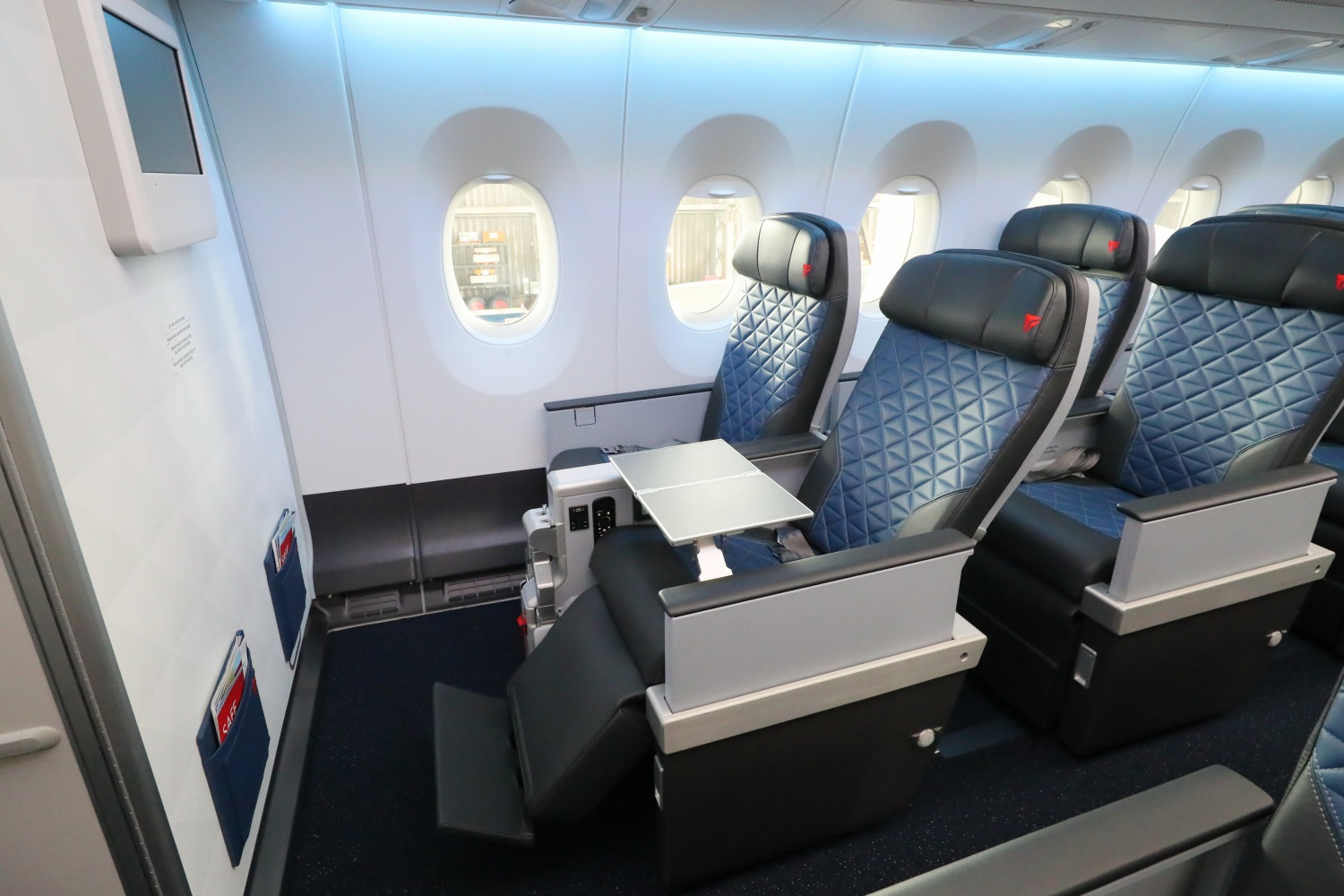
デルタ航空のエアバスA350型機プレミアム・エコノミー座席

プレミアム・エコノミーは、旅客機における座席等級（サービスクラス）のひとつ。通常はエコノミークラスとビジネスクラスの中間に位置づけられる。
最初にこのクラスが導入されたのは1992年のことで、イギリスのヴァージン・アトランティック航空が同年5月に「Mid Class」の名称でサービスを開始した。さらに同年12月、台湾のエバー航空が、台北 - ロサンゼルス路線の就航にあたり「Economy Deluxe Class」としてサービスを開始した。ヴァージン・アトランティック航空とエバー航空のいずれも、自らが世界で初めてプレミアム・エコノミーを導入した航空会社であると称している。
その後、職員にエコノミークラスの利用を義務付けつつも、空港での優先搭乗などの特典も求める政府・企業の要求に応じてこのクラスを導入した航空会社もある。

## 特徴

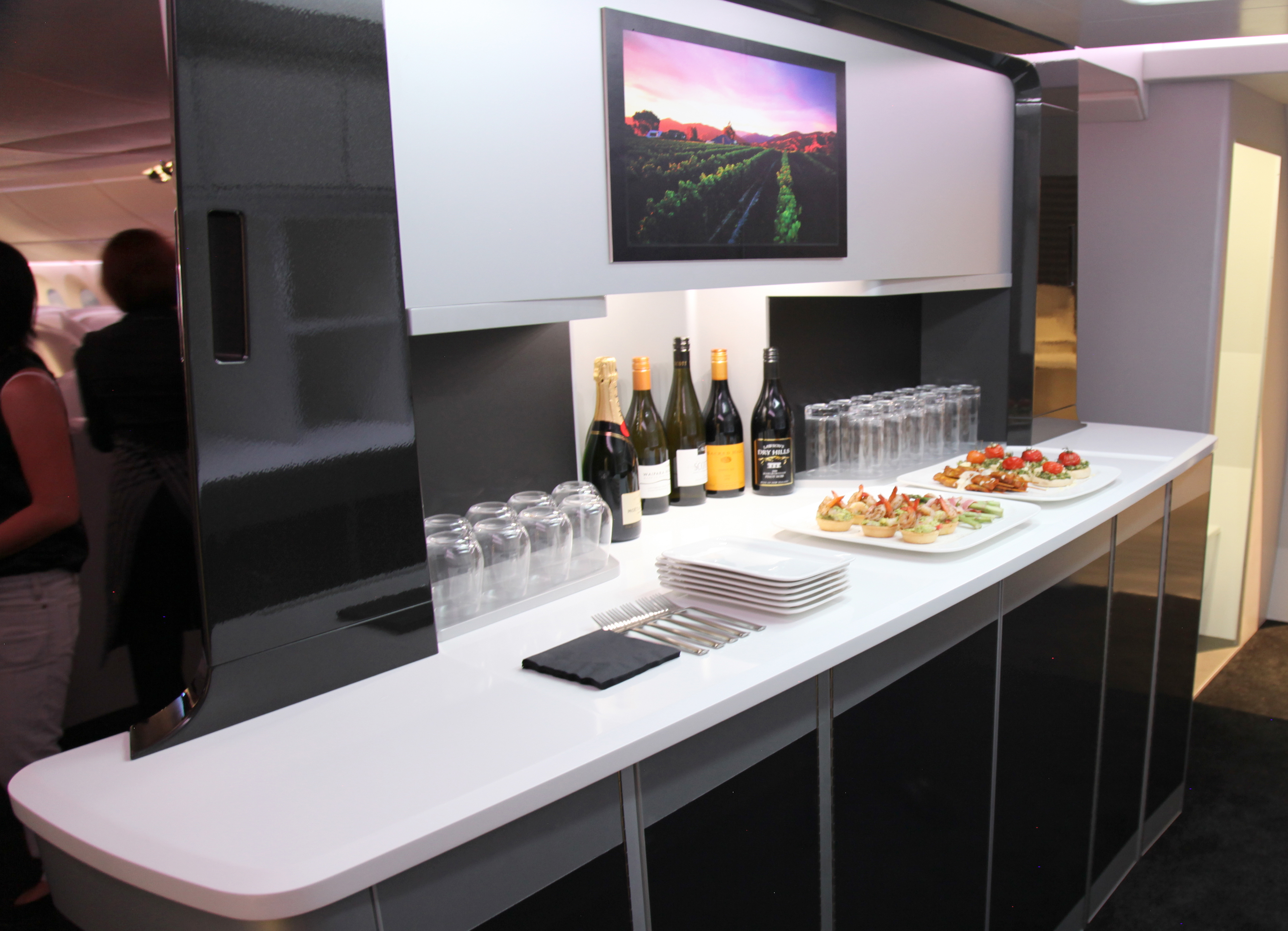
ニュージーランド航空のギャレーに備えられたバーカウンター

2018年時点では、「プレミアム・エコノミー」という用語は各航空会社の間でも完全には定着しておらず、特に国内線と国際線、LCCや地域航空会社とその他の航空会社の間で名称が異なることも多かった。
エコノミークラスと比較したプレミアム・エコノミーの特典は、シートピッチが広いことだけに限られる場合もあるが、一般的にはビジネスクラスと同様のサービスが受けられることが多い。一例として、ニュージーランド航空とカンタス航空のプレミアム・エコノミーでは、空港での優先チェックインや、大型の座席、最大41 in (100 cm) のシートピッチ、グレードアップした機内食、セルフサービス式のバーカウンター、リモコン付きの個人用機内エンターテインメント、ノイズキャンセリングヘッドホン、大人・子ども向けのゲームや映画、化粧室に設置されたスキンケア製品、靴下や耳栓などが入ったアメニティポーチといったサービスが提供される。
基本運賃番号の表記は航空会社により異なるが、「W」が使われることが多い。

## エコノミークラスとの違い

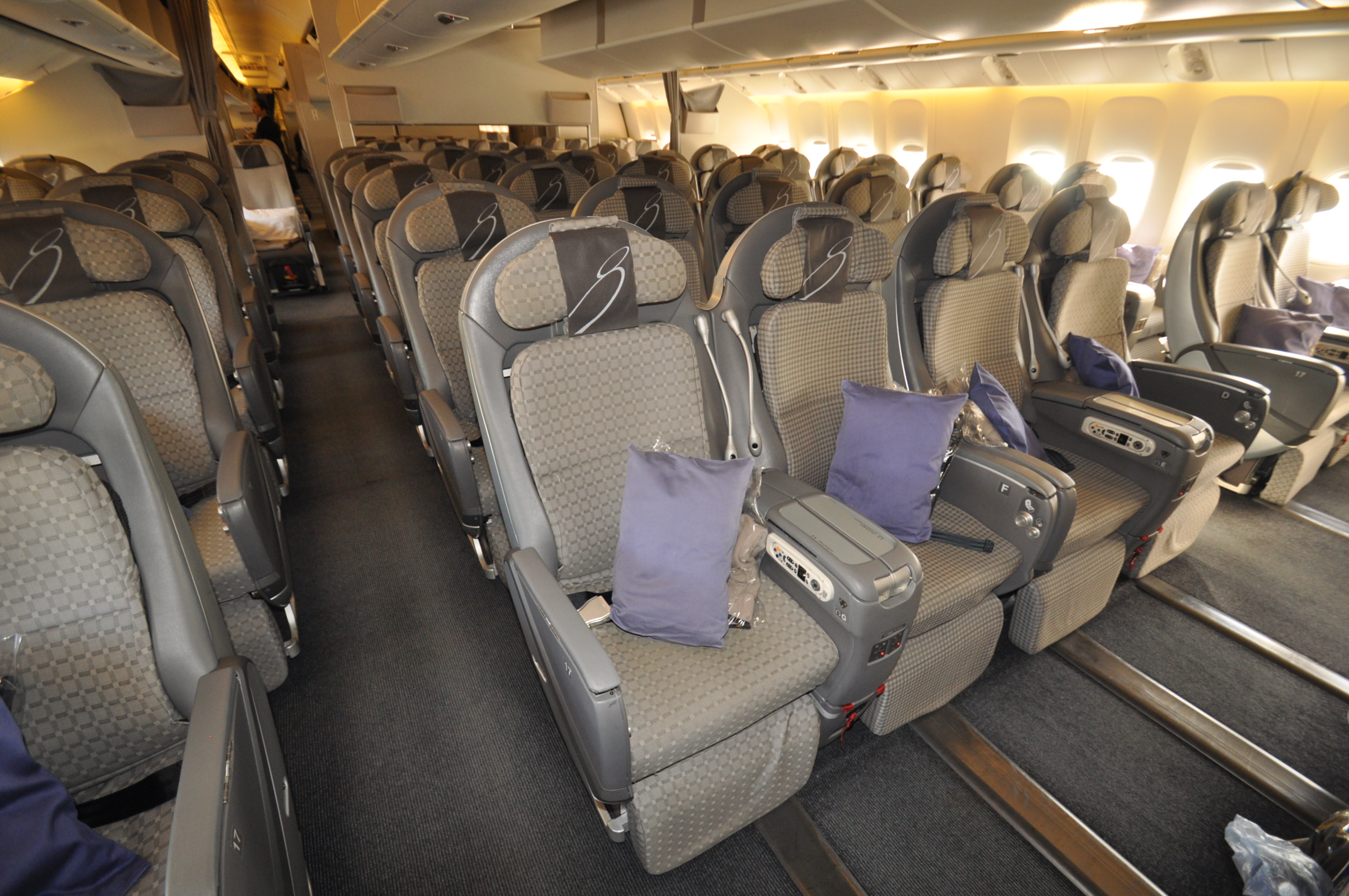
日本航空のプレミアム・エコノミー座席

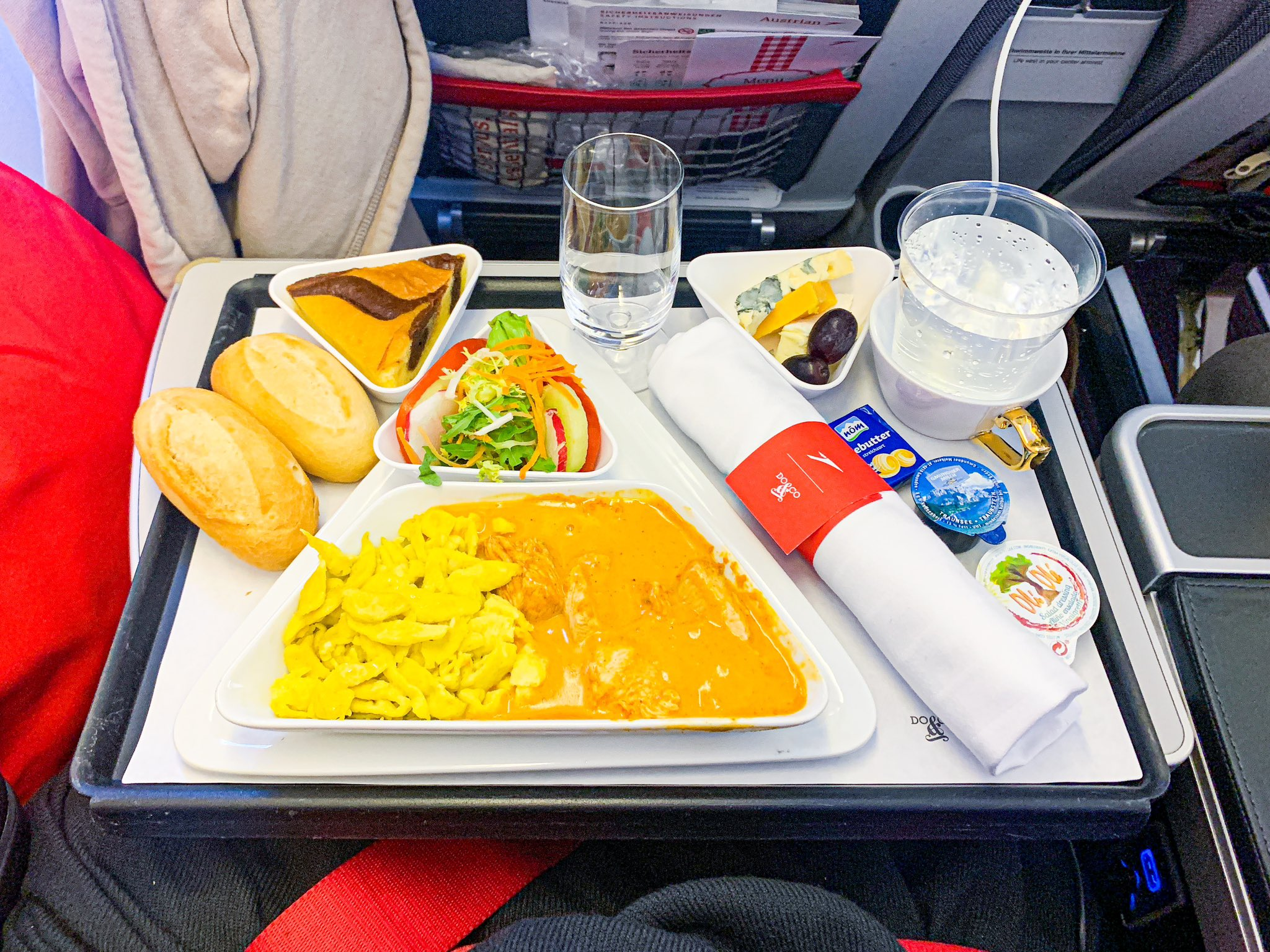
オーストリア航空のプレミアム・エコノミーで提供される機内食

プレミアム・エコノミーとエコノミークラスでは以下のような違いがある。なお、航空会社や国によって内容は異なる。
- マイレージサービス会員および割引なし運賃の乗客を対象とする無償の座席アップグレード
- より広いシートピッチ (36–42 in (91–107 cm)) のレッグレスト付き座席
- より高機能の機内エンターテインメント（大きな画面、多いオプション、専用ヘッドホンなど）
- 専任の客室乗務員
- 小さなキャビン
- 好条件の座席（1列あたりの座席数が少ない、より大型の座席、肩や肘の部分が広い、機内前方に位置していてエンジン音が小さく降機も早く済む、など）
- 各座席にノートパソコン用電源設置
- 各座席に電話機設置
- 空港ラウンジの利用が可能（一部航空会社）
- 優先チェックイン/優先保安検査/優先搭乗
- より多くのマイル付与
- 専用のアメニティキット
- おしぼりサービス
- ウェルカムドリンク
- 機内食・飲物のアップグレード
- 受託手荷物・持ち込み手荷物の制限緩和
- 予約変更条件の緩和

航空会社によっては、エコノミークラス全席をプレミアム・エコノミーとすることがある。たとえばユナイテッド航空の大陸横断路線で運航されているボーイング757-200型機やシンガポール航空のエアバスA350-900 ULR型機などである。その他の航空会社の場合、通常のエコノミークラスだった区域を改修したり、またはエコノミークラスの中で最も好条件の座席をプレミアム・エコノミーと称している。

## 座席配列

### 横6列 (2–2–2)
- ボーイング767

### 横7列 (2–3–2)
- エアバスA330
- エアバスA330neo
- エアバスA340
- エアバスA350 XWB（チャイナエアライン、エミレーツ航空、ルフトハンザドイツ航空、スイス インターナショナル エアラインズ、およびエア・カライベスとフレンチ・ビーの一部機材のみ）
- エアバスA380（2階席）
- ボーイング787

### 横8列 (2-4-2)：
- エアバスA350 XWB
- エアバスA380（1階席）
- ボーイング747
- ボーイング777
- ボーイング777X

## 導入航空会社
- アルゼンチン航空「Club Economy」：ボーイング737とエンブラエルE190のみ。国内線および飛行時間が4時間未満の国際線のビジネスクラス座席を置き換えている。空港ラウンジの利用など、ビジネスクラスに近いサービスを提供する。
- アエロフロート・ロシア航空「Comfort class」
- アエロメヒコ航空「Aeroméxico Plus」：ボーイング社の機材すべてに導入。シートピッチは4 in (10 cm)、リクライニング量が1.5 in (3.8 cm)多い座席で、調整可能なレザーヘッドレストが付く。優先チェックイン／手荷物／搭乗／降機およびマイル割増付与がサービスに含まれる。
- エール・オーストラル「Classe Comfort」
- エア・セネガル：エアバスA330-900に導入。座席配列はエコノミークラスが2-4-2の8列であるところ、プレミアム・エコノミーは2–3–2の7列となっている。
- エア・カナダ「Premium Economy」：ボーイング777およびエアバスA330-300の一部とボーイング787の全機で導入[9]。
- エア・カライベス「La Classe Caraïbes」：長距離便のみ。シートピッチ36 in (91 cm)、より大きなリクライニング量でより幅広い座席、個人用モニターなどを提供。
- 中国国際航空「Premium Economy Class」：エアバスA330-300とボーイング777-200のみ。より幅広い座席で2倍近いリクライニング量、最低36 in (91 cm)のシートピッチ、個人用モニターなどを提供する。ボーイング747-8と787-9でも導入予定。
- エールフランス「Premium Economy」：優先搭乗、空港ラウンジ利用、機内食アップグレード（ステンレス製カトラリーとガラス製グラスを使用）、エコノミーとは区分されたキャビンで、シートピッチ38 in (97 cm)のアームレスト付き座席を提供[11]
- エア・インディア「Premium Economy：広いシートピッチ、高級座席、おしぼりとウェルカムドリンク、機内食アップグレード、選択肢がより多い飲物、ノイズキャンセリングヘッドホンとトゥミ製のアメニティが含まれる。エアバスA350-900・A321neo・A320neo、ボーイング777-200LR・787-9のみ[12]。
- エア・トランザット「Club Class」
- ニュージーランド航空「Premium Economy」：ワイドボディ機で運航の全路線に導入。シートピッチ41 in (100 cm) でリクライニング量がさらに多い座席、機内食アップグレード、優先チェックイン、受託手荷物2個まで無料と機内持ち込み手荷物2個まで無料が含まれる。
- エアアジア「Hot seat」
- エアアジア X「Hot seat」
- エアタンカー・サービシズ（英語版）：同社が運航するイギリス空軍ボイジャーKC2・KC3（英空軍によるエアバス A330 MRTTの呼称）に291席のプレミアム・エコノミー座席が備わっている。一方、同社のエアバスA320-243には327席のエコノミークラス座席が装備されている[13]。
- アラスカ航空「Premium Class」：4 in (10 cm) 広いシートピッチ、優先搭乗、スナック・飲物が提供される。
- 全日本空輸「プレミアムエコノミー」より幅広で広いシートピッチのフットレスト付き座席が提供される。ほかに専用のチェックインカウンター、手荷物の優先取扱い、空港ラウンジの利用が含まれる[14]。
- アレジアント・エア
  - 「Legroom Plus」：最大4 in (10 cm) 広いシートピッチ。
  - 「Giant Seats」：ボーイング757のみ。最低でも6 in (15 cm) 広いシートピッチ。
- アメリカン航空
  - 「Main Cabin Extra」[15]：ボーイング777-300ERのみで、若干幅広で2 in (5.1 cm) リクライニング量が大きく、4–6 in (10–15 cm) シートピッチの広い座席を提供。その他の特典はない。
  - 「Premium Economy」：すべての長距離便に導入。受託手荷物2個まで無料、優先搭乗、無料アルコール飲料を含む食事・飲物のサービスが含まれる。このクラスの導入により、同社がアメリカで初めて同一機材を4クラスで運航する航空会社となった[16]。
- アシアナ航空「Economy Smartium」：エアバスA350-900全機に導入[17]。
- オーストリア航空「Premium Economy」[18]
- アビアンカ航空「Economy Plus」：エアバスA330-200で運航のボゴタ - マドリード - ボゴタ路線、ボゴタ – バルセロナ - ボゴタ路線、カリ - マドリード - カリ路線およびメデジン – マドリード – メデジン路線のみ。
- ビーマン・バングラデシュ航空「Premium Economy」：ボーイング787-9に導入。
- ブリティッシュ・エアウェイズ「World Traveller Plus」：エコノミークラスから独立したキャビンでより大きな座席、無料のアルコール飲料、より選択肢の多い機内食メニューを提供[19]。
- ブリュッセル航空「Economy Privilege」[20]
- キャセイパシフィック航空「Premium Economy」：エアバスA350全機とボーイング777-300ERの一部に導入[21]
- チャイナエアライン「Premium Economy Class」：ボーイング777-300ERとエアバスA350-900に導入[22]。
- 中国南方航空「Premium Economy Class」：エアバスA330のみに導入。より広い座席、37 in (94 cm) のシートピッチとグレードアップした機内食を提供[23]。
- コンドル航空「Premium Economy」：よりリクライニング量が大きく、5.9 in (15 cm) 広いシートピッチの座席を、ボーイング767-300で運航される長距離便で導入。食事の際に蒸留酒を無料提供、無料のアメニティキット、無料のヘッドホンなどが含まれる[24]。
- デルタ航空「Delta Comfort+」：通常シートピッチ32 or 33 in (81 or 84 cm) の機材で最大36 in (91 cm) のシートピッチ、HBO番組の無料視聴が含まれる。長距離便、大陸横断路線および国際線では、リクライニング量が50%大きい座席と、無料の蒸留酒も提供される。ニューヨーク (JFK) と ロサンゼルス・シアトル・サンフランシスコ間の便では、さらに無料のスナック、飲料水なども追加される[25]。
- エーデルワイス航空「Economy Max」：長距離便のみ。エコノミークラスより5.9 in (15 cm) 大きいシートピッチで2.0 in (5 cm) 多いリクライニング量の座席、無料アルコール飲料とアメニティキットが提供される。
- エル・アル航空「Premium Class / Premium Economy」：ボーイング747・777・787・767に導入。4 in (10 cm) 広いシートピッチ、33%大きいリクライニング量でフットレスト付きの座席、優先チェックイン、アメニティキット、ボトルホルダーなどを提供。
- エミレーツ航空「Premium economy class」：エアバスA380で運航のドバイ・パリ/シャルル＝ド＝ゴール・ロンドン/ヒースロー・シドニー・ニューヨーク/JFK・オークランド・メルボルン・サンフランシスコ・シンガポール/チャンギ・クライストチャーチ線のみ[26]。
- エバー航空「Premium Economy Class」：ボーイング777-300ERのみ[27]。
- フィンエアー「Premium Economy class」：エアバスA350・A330で運航するアジア・北米行きの一部便に導入。シートピッチ38 in (97 cm)、より快適なヘッドレスト、アメニティキット、より高級なヘッドホン、機内食アップグレードが提供される[28]
- フロンティア航空「Stretch」：エアバス機の先頭4列と非常口座席において、最低36 in (91 cm) のシートピッチを提供。
- ハワイアン航空「Extra Comfort」：エアバスA330-200・A321neoで、優先搭乗、シートピッチ36 in (91 cm)) の座席、無料のオンデマンド機内エンターテインメントを提供。さらに国際線においては機内食のメインをアップグレード、アメニティキット、枕とブランケットの提供も含まれる[29]。
- イベリア航空「Premium Economy」：エアバスA340・A330において大型の座席・シートピッチ、より大型のモニター、アメニティキット、優先チェックイン・優先搭乗が含まれる[10]。
- アイスランドエアー「Economy comfort」
- 日本航空「プレミアムエコノミークラス」：フットレスト付きの大型座席、機内食アップグレード、アメニティキット、ビジネスクラス用空港ラウンジの利用が含まれる[30]。
- ジェットブルー航空「Even More Space」：最低38 in (97 cm) のシートピッチ、優先搭乗・優先保安検査が提供される。
- KLMオランダ航空「Premium Comfort」：ボーイング787全機と一部のボーイング777において、調整可能なレッグレスト・フットレスト付き、リクライニング量7.8インチ (20 cm) でシートピッチ38 in (97 cm) の幅広の座席を提供。
- LATAM ブラジル「Space Plus」：一部のボーイング777で、最低36 in (91 cm) のシートピッチの座席を提供[31]。
- LATAM チリ「Premium Economy」エアバスA320のみ。幅・シートピッチ・リクライニング量ともにより大きな座席で、かつ中央の座席を空席として広いスペースを確保している。
- LOTポーランド航空「Premium Club」：長距離便のみ。
- ルフトハンザドイツ航空「Premium Economy」：全ての長距離便に導入。より大きな座席と機内食アップグレードを提供[32]。
- マーハーン航空：エアバスA340で運航する長距離便において、より大きな座席と広いシートピッチを提供。
- オマーン・エア：エコノミークラスの全席がプレミアム・エコノミー扱いとなっており、シートピッチは36 in (91 cm)。
- パキスタン国際航空「Executive Economy」：エアバスA320において、より広いシートピッチで、さらに中央の席を空席としている。
- フィリピン航空「Premium Economy」：エアバスA321および新型のA330・A350に導入。2クラスのエアバスA320で運航されるPAL エクスプレス便では、ビジネスクラス座席はプレミアム・エコノミーとして販売される。
- カンタス航空「Premium Economy」：ボーイング787とエアバスA380で運航される一部路線に導入[33]。
- スカンジナビア航空「SAS Plus」（旧称 Economy Extra）：アジア・北米路線において、2–3–2配列の幅広座席と機内食アップグレードを提供[34]。
- スクート「Super / Stretch」：エコノミークラスの先頭数列とバルクヘッド席、非常口座席が、より幅広でシートピッチも3–5 in (7.6–12.7 cm) 広くなっている。ボーイング787では調整可能なヘッドレストも付く。これらの座席は他のエコノミークラス座席とは異なる配色で区別されている。
- シンガポール航空「Premium Economy class」：エアバスA350-900（中距離型を除く）・A380-800とボーイング777-300ERで運航される欧州・米国便において導入[35]。
- スパイスジェット「Premium economy」：ボーイング737の先頭5列と非常口座席において、シートピッチ36 in (91 cm) の座席、優先搭乗、優先手荷物取扱いと手荷物制限の緩和を提供。
- サンウィング航空「Elite Plus」：最低で6 in (15 cm) より広いシートピッチと手荷物制限の緩和、優先搭乗・優先チェックイン・優先手荷物取扱いを提供。
- タイ国際航空「Premium Economy」：ボーイング777-300ERで運航されるコペンハーゲン・ストックホルム/アーランダ線のみ。ビジネスクラスと同じ座席を使用する。
- ウクライナ国際航空「Premium Economy」：ボーイング767のみ。シートピッチ36–37 in (91–94 cm) でより幅広の座席、無料のグラスワイン1杯を含む機内食、手荷物制限の緩和および優先チェックイン・優先搭乗などを提供。
- ユナイテッド航空「United Premium Plus」：全便に導入。幅・リクライニング量・シートピッチともにより大きい座席、アルコール飲料、機内食アップグレードを提供[36][37]。
- ベトナム航空「Premium Economy」：エアバスA350とボーイング787-9で運航する一部路線に導入[38]。
- ヴァージン・アトランティック航空「Premium Economy」：より大型の座席、専用のチェックインカウンター、優先搭乗、機内食アップグレードなどの特典を提供。エアバスA330・A350とボーイング787-9で運航する国際線で導入[39]。
- ヴァージン・オーストラリア「Economy X」：より広いシートピッチおよび頭上ロッカースペース、優先搭乗・優先保安検査（対応空港のみ）。
- ウエストジェット航空「Premium Class」：ボーイング787では、エコノミークラスとは独立したキャビンが設けられており、座席は2-3-2配列でより大型、リクライニング量もより大きくなっている。無料の機内食とアルコール・ノンアルコール飲料が含まれ、また国際線ではアメニティキットも提供される。ボーイング737では、エコノミークラスのキャビンとはパーテションおよびカーテンで仕切られており、座席は2-2配列でより大型、リクライニング量もより大きくなっている。無料の機内食とアルコール・ノンアルコール飲料が含まれる[40]

以下は、過去に導入していたが廃止した航空会社である。
- オリンピック航空：ボンバルディア・ダッシュ8運航便の場合、リクエストすれば隣の席を空席とすることができた。さらに、対応している空港では上級クラスのチェックインカウンターを利用することができ、搭乗後はウェルカムドリンクも提供された。このサービスは「Premium Economy Class」と称され、通常のエコノミークラスより割高であった。ダッシュ8以外の機材では「Premium Economy Class」は提供されておらず、エコノミークラスより上級のクラスはビジネスクラスのみであった。オリンピック航空がエーゲ航空に買収されるにあたり、同社のビジネスクラスのサービスと類似していたことから「Premium Economy Class」は廃止された。
- 南アフリカ航空：プレミアム・エコノミー専用のキャビンは設けられていなかったが、ボーイング747-400の2階席に設置されたエコノミークラス座席は、シートピッチが35 in (89 cm) で、1階席の31 in (79 cm) より広かった。しかし、2階席は主に同社のマイレージサービス上級会員およびスターアライアンス・ゴールドメンバーの乗客のために確保されていたため、それ以外の乗客が利用できる機会はまれであった。ボーイング747-400が2010年に同社の運用機材から引退したことに伴い、この座席も利用できなくなったが、同社のエアバスA350の一部には、他よりも5 in (13 cm) 広いシートピッチの座席がある。